# Vytautas Kleiva

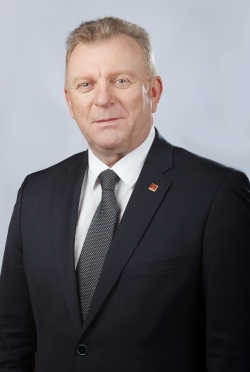
Vytautas Kleiva

Vytautas Kleiva (* 9. November 1959 in Telšiai; † 10. Juli 2015 in Vilnius) war ein litauischer Musikpädagoge, sozialdemokratischer Politiker und Bürgermeister.

## Leben
Nach dem Abitur 1978 an der Mittelschule Luokė absolvierte Kleiva 1982 das Studium der Valstybinė konservatorija in Klaipėda und wurde Musikpädagoge. Ab 1982 lehrte er an der Kulturschule Telšiai, leitete den Chor des Krankenhauses Telšiai und lehrte als Musiklehrer an der „Džiugo“-Mittelschule in Telšiai. Ab 1996 war er Direktor von UAB „Gvidonas“, von 2007 bis 2011 stellvertretender Bürgermeister und von 2011 bis 2015  Bürgermeister der Rajongemeinde Telšiai.
Ab 1996 war Kleiva Mitglied von Lietuvos socialdemokratų partija.

## Persönliches
Vytautas Kleiva war verheiratet. Mit seiner Frau bekam er zwei Töchter.
Er starb im  Juli 2015 in Vilnius vier Monate vor seinem 56. Geburtstag an einem plötzlichen Herztod.